# Nuno Gomes Nabiam
Nuno Gomes Nabiam (1966. november 17. –) Bissau-Guinea miniszterelnöke 2020. február 28.-tól 2023. augusztus 9.-ig.

## Tanulmányai
Gomes Nabiam a Kwame Nkrumah National Schoolban érettségizett. Majd Higher Institute of Civil Aviation Engineeringben diplomát szerzett Kijevben. 1986-ban Polgári Repülési Ösztöndíjat kapott. Később az Amerikai Egyesült Államokban tanult.

## Politikai karrier
Gomes Nabiam 1978-ban a African Youth Amílcar Cabral aktivistája lett. 1980-ban a PAIGC párt militánsa lett. 2012-ben a bissau-guineai kormány kinevezte a Bissau-Guinea Polgári Repülés Ügynökség igazgatótanácsának elnökévé. 
2020. február 28-án Gomes Nabiamot nevezték ki Bissau-Guinea miniszterelnökévé. Korábban Bissau-Guinea megbízott elnöke volt 2021. június 1. és 2021. június 15-e között. 